# Saint-Laurent-la-Conche
Saint-Laurent-la-Conche é uma comuna francesa na região administrativa de Auvérnia-Ródano-Alpes, no departamento de Loire. Estende-se por uma área de 15,51 km². Em 2010 a comuna tinha 607 habitantes (densidade: 39,1 hab./km²).